# Henry Lee III

Herb Rodziny Lee

Henry Lee III, zwany „Light Horse Harry” (ur. 29 stycznia 1756, zm. 25 marca 1818) – oficer kawalerii Armii Kontynentalnej w czasie amerykańskiej wojny o niepodległość, później gubernator stanu Wirginia i kongresmen. Jego synem był Robert Edward Lee, generał armii Skonfederowanych Stanów Ameryki.

## Wczesne lata
Przyszedł na świat w Dumfries w kolonii Wirginia (obecnie stan Wirginia). Henry był synem generała majora Henry’ego Lee II (1730–1787) z „Leesylvanii” i Lucy Grymes (1734–1792), zwanej „Pięknością z Lawland”. Jego ojciec był kuzynem szóstego prezydenta Kongresu Kontynentalnego, Richarda Henry’ego Lee. Przez swoją prababkę był również spokrewniony z Thomasem Jeffersonem. Początkowo poszedł śladami karier swojego ojca i dziadka w armii brytyjskiej i ukończył w 1773 College w New Jersey (obecnie Uniwersytet Princeton), ale wkrótce po wybuchu wojny o niepodległość Stanów Zjednoczonych przyłączył się do wojsk zbuntowanych kolonistów.

## Kariera wojskowa

### Wojna o niepodległość
W 1776 został awansowany do stopnia kapitana w oddziale dragonów z Wirginii, którzy wchodzili w skład formacji Pierwszych Lekkich Dragonów Kontynentalnych (ang. 1st Continental Light Dragoons). W 1778 został mianowany majorem i został dowódcą małego nieregularnego korpusu. Walki, w których uczestniczył z tą jednostką, przyniosły mu sławę znakomitego dowódcy.
Służba w najbardziej wysuniętych placówkach Armii Kontynentalnej sprawiła, że nadano mu przydomek „Light Horse Harry”. Wsławił się 19 sierpnia 1779 roku bohaterstwem w bitwie o Paulus Hook w ówczesnej prowincji New Jersey. Za swój czyn otrzymał od Kongresu Kontynentalnego złoty medal, wyróżnienie, które nie było przyznane żadnemu innemu oficerowi poniżej stopnia generała w czasie całej wojny.
Został awansowany do stopnia podpułkownika (ang. Lieutenant Colonel) i otrzymał dowództwo nad korpusem dragonów (Legion Lee) oraz został skierowany na południowy front wojny. Jego oddział był częścią wojsk dowodzonych przez generała Nathaneala Greene. Wraz ze swoim oddziałem Lee wykazał się znakomitą postawą w bitwach pod Guilford Court House, Camden i Eutaw Springs.  24 lutego 1781 roku dowodził podczas masakry Pyle'a, gdzie jego żołnierze zabili 95 lojalistycznych milicjantów.
Na początku maja 1781 roku Greene odkomenderował go do prowadzenia samodzielnych działań. Wraz z partyzantami Francisa Mariona po zdobyciu fortu Watson otoczył fort Motte. Po jego kapitulacji zdobył fort Granby, a następnie wyruszył do Georgii, aby wesprzeć wojska oblegające Augustę. Po jej zdobyciu dołączył 8 czerwca do oddziałów oblegających fort Ninety Six i objął dowództwo lewego skrzydła. Prace inżynieryjne w czasie tego oblężenia prowadził Tadeusz Kościuszko.
Light Horse Harry był obecny w 1781 roku w czasie kapitulacji Cornwallisa pod Yorktown, jednak wkrótce potem, ze względu na stan zdrowia, opuścił armię.

### W służbie Stanów Zjednoczonych
W 1785 w dowód przyjaźni podarował Jerzemu Waszyngtonowi 12 sadzonek kasztanowca. Waszyngton dał później dwa z nich swojemu przyjacielowi, generałowi Robertowi Brownowi; pozostałe dziesięć zasadził w swojej posiadłości w Mount Vernon. Brown zasadził swoje drzewka koło swojego domu w Bath w Pensylwanii, niedaleko gminy East Allen (ang. East Allen Township). Jedyne ocalałe drzewko przetrwało 136 lat, aż w 1921 roku zostało zniszczone przez błyskawicę. W 1928 roku, 876 jego ziaren zostało wysłanych do 48 ówczesnych uniwersytetów stanowych oraz do wielu krajów. W ten sposób kasztanowiec Brown’s Horse stał się amerykańskim drzewkiem przyjaźni.
Od 1786 do 1788 Lee był delegatem na Kongres Kontynentalny, a pod koniec swojej kadencji na konwencji w Wirginii opowiedział się za przyjęciem Konstytucji Stanów Zjednoczonych. W latach 1789–1791 był członkiem Zgromadzenia Generalnego Wirginii, a od 1791 do 1794 gubernatorem tego stanu.
W czasie tzw. Buntu Whiskey w 1794 był obok Hamiltona i prezydenta Waszyngtona jednym z dowódców sił federalnych, które przybyły do zbuntowanej Pensylwanii w celu stłumienia rebelii.
W czasie, gdy był gubernatorem, jedno z nowych hrabstw stanu Wirginia od jego nazwiska zostało nazwane hrabstwem Lee.
Od 1798 do 1800 roku służył w Armii Stanów Zjednoczonych w stopniu generała majora. W latach 1799–1801 był członkiem Izby Reprezentantów Kongresu. Napisał słynne zdanie, którego użył John Marshall w przemówieniu do Kongresu w związku ze śmiercią Jerzego Waszyngtona – „first in war, first in peace, and first in the hearts of his countrymen” (pierwszy w walce, pierwszy w czasie pokoju, najważniejszy w sercach swoich rodaków).

## Małżeństwa i rodzina
Pomiędzy 8 a 13 kwietnia 1782 roku poślubił, na plantacji Stratford Hall, swoją daleką kuzynkę Matyldę Ludwell Lee (1766–1790). Z tego małżeństwa urodziło się troje dzieci. Po śmierci Matyldy, 13 czerwca 1793 Henry Lee poślubił, na plantacji Shirley, młodszą o 17 lat Anne Hill Carter, z którą miał sześcioro dzieci. Piątym z tych dzieci był syn, Robert Edward Lee, późniejszy generał Armii Skonfederowanych Stanów Ameryki.
Anna pochodziła z rodziny, której pochodzenie niektórzy z badaczy wywodzą od Roberta II Stewarta, króla Szkocji.
Ryzykowne inwestycje, jakie prowadził Henry Lee, podobnie jak wielu innych Ojców Założycieli, doprowadziły jego rodzinę do trudnej sytuacji finansowej. Szczególnie spółki z Aaronem Burrem i Robertem Morrisem okazały się nietrafione. W 1810 roku w obliczu żądań swoich wierzycieli oraz aby wyjść z więzienia dla dłużników, Lee zdecydował się na sprzedaż całego majątku.

## Śmierć
27 lipca 1812 roku w Baltimore, pomagając przeciwnikowi administracji Jeffersona, Alexandrowi Contee Hansonowi, napadniętemu przez tłum zwolenników partii Demokratycznych Republikanów, Henry Lee został dotkliwie pobity. W trakcie wycofywania się, wraz około dwudziestoma innymi federalistami wzięli zakładnika i schronili się w biurach w budynku na Charles Street. Dzięki negocjacjom prowadzonym m.in. przez generała brygady Johna Strickera oraz przedstawicieli władz Baltimore, Lee i jego towarzysze poddali się następnego dnia. Postanowiono o przewiezieniu ich do więzienia hrabstwa. Na drodze konwoju stanął jednak tłum prowadzony przez robotnika, George Woolslagera, który bił uwięzionych federalistów przez ponad 3 godziny. Jeden z pobitych, James Maccubin Lingan, zmarł.
Lee odniósł rozległe obrażenia wewnętrzne, miał także rany na głowie i twarzy. Odniesione obrażenia były także przyczyną problemów z mówieniem. Próbował leczyć się w Indiach Zachodnich, dokąd wyjechał.
Zmarł 25 marca 1818 w letniej posiadłości „Dungeness”, położonej na wyspie Cumberland w Georgii, należącej do córki Nathanaela Greene. Henry Lee został pochowany z pełnymi honorami wojskowymi oddanymi przez amerykańską flotę, stacjonującą w pobliżu ST. Mary’s. Jego szczątki spoczywały na rodzinnym cmentarzu przy posiadłości Greeneów aż do 1913, kiedy to zostały zabrane do rodzinnego grobowca znajdującego się w Kaplicy Lee, w kampusie Uniwersytetu Waszyngtona i Lee w Lexington w Wirginii.
Brat Henry’ego Lee był kongresmenem z Wirginii przez dwie kadencje.